# Melanotus pansanus
Melanotus pansanus is een keversoort uit de familie kniptorren (Elateridae). De wetenschappelijke naam van de soort is voor het eerst geldig gepubliceerd in 1998 door Kishii.